# Bîstrîk, Rujîn
Bîstrîk (în ucraineană Бистрик) este o comună în raionul Rujîn, regiunea Jîtomîr, Ucraina, formată numai din satul de reședință.

## Demografie
Componența lingvistică a comunei Bîstrîk
     Ucraineană (99,23%)
     Alte limbi (0,71%)
Conform recensământului din 2001, majoritatea populației comunei Bîstrîk era vorbitoare de ucraineană (99,23%), existând în minoritate și vorbitori de alte limbi.